# Megacyllene magna
Megacyllene magna là một loài bọ cánh cứng trong họ Cerambycidae.